# Eddie Costa Quintet
Eddie Costa Quintet è il terzo album di Eddie Costa, pubblicato dalla Mode Records nel 1957. 

## Tracce
Lato A
1. Get Out of the Road – 4:49 (Phil Woods)
2. In Your Own Sweet Way – 4:43 (Dave Brubeck)
3. Big Ben – 4:59 (Phil Woods)

Durata totale: 14:31
Lato B
1. Nature Boy – 4:05 (Eden Ahbez)
2. Blues Plus Eight – 4:06 (Eddie Costa)
3. I Didn't Know What Times It Was – 4:33 (Richard Rodgers, Lorenz Hart)
4. Stretch in F – 3:20 (Art Farmer)

Durata totale: 16:04

## Musicisti
- Eddie Costa - pianoforte, vibrafono
- Art Farmer - tromba
- Phil Woods - sassofono alto
- Teddy Kotick - contrabbasso
- Paul Motian - batteria